# Alicia de Arteaga
Alicia de Arteaga es una periodista de Argentina especializada en artes visuales, patrimonio, diseño, museos, mercado de arte.

## Trayectoria
Graduada de Licenciada en Letras con Medalla de Oro y Premio Universidad por la Universidad Nacional de Córdoba. Becaria Conicet en Investigación. Titular Cátedra Arte en los Medios Universidad del Salvador. Actualmente conduce Mejor te cuento por radio Cultura 97.9.
Durante 33 años, integró la redacción del diario La Nación, de Buenos Aires. Fue cronista de moda, crítica de arte. Integrante del primer equipo de Notas de Investigación. Columnista Artes Visuales. Analista de Mercado de Arte. Editora, con Hugo Caligaris, de la Revista Dominical de LN en su período de mayor expansión editorial.
Editora adn artes visuales. Prosecretaria de Redacción del diario LN.  
Ex vocal de la Comisión de Monumentos, de Lugares y de Bienes Históricos. 
Adjunta de Géneros y Estilos Informativos en la Universidad Austral. Titular de la Cátedra Arte en los medios, USAL. Creó para LN el suplemento de arte Ba en los 90. Y ediciones one shot dedicadas a Fundación Proa, Buenos Aires Photo y Semana del arte, entre otros. Diploma de Honor Konex. Premio Konex de Platino a las Artes Visuales. Fue jurado de los premios Costantini, Aerolíneas Argentinas, Chandon, Itau, Banco Central, Banco Ciudad, American Express, Casa FOA, Foto LA NACIÓN. Condecorada con la Orden de Rio Branco por el Gobierno de Brasil, Chevalier des Arts et Lettres por el gobierno de Francia, Estrella de la Solidaridad por el gobierno de Italia; Orden de Isabel La Católica por el gobierno de España.
Miembro de número de la Academia Nacional de Periodismo. Autora de "Retrospectiva", Ediciones Larivière.